# Nokia Lumia 925
El Nokia Lumia 925 fue un teléfono inteligente de gama alta , desarrollado por Nokia, que cuenta con el sistema operativo Windows Phone 8. Es el sucesor del Nokia Lumia 920. Es mucho más ligero y fino, debido a las críticas al elevado peso y grosor de su antecesor, y tiene una cámara mejorada, aunque aún no "auténtica" PureView.
El Lumia 925 posee una pantalla de 4,5 pulgadas y resolución 1280 x 768 con un panel AMOLED, a diferencia del Lumia 920 que poseía un panel IPS. La ventaja del panel AMOLED es que ofrece unos negros más profundos, consume menor batería al mostrar colores oscuros, ofrece mejores ángulos de visión y presenta un menor grosor. En cambio los paneles AMOLED tienden a desvirtuar los colores y generar imágenes artificialmente saturadas, aunque Nokia lo ha resuelto bien con un ajuste manual de saturación y temperatura del color.
El Lumia 925 carece de carga inalámbrica y posee la mitad de espacio de almacenamiento (16 GB) en su modelo base.
Los clientes de T-Mobile se quejan de la extrema inestabilidad y los reinicios aleatorios.
El 11 de julio de 2013, Nokia presentó el teléfono con la cámara PureView auténtica de 41MP, el Nokia Lumia 1020.
El 2 de abril de 2014, se presentó su sucesor, el Nokia Lumia 930, en Build 2014. Entre las mejoras se encuentran un mejor procesador de cuatro núcleos con 2GB de RAM y una cámara de 20 Megapixeles.